# Djamel Amani
Pour les articles homonymes, voir Amani.
Djamel Amani (en arabe : جمال عماني), né le 17 juillet 1962 à Blida, est un footballeur international algérien qui a joué pour le CR Belouizdad et l'USM Alger en Algérie, Royal Antwerp FC en Belgique et Aydınspor en Turquie. Après sa retraite, il devient manager et recruteurs de joueurs.

## Biographie
Djamel Amani a commencé sa carrière footballistique dans sa ville natale de Larbaâ, où il a joué au club de la ville RC Arbaâ. Il a ensuite été recruté par le grand club algérois CR Belouizdad, il a joué pour l'équipe d'Algérie de football, en marquant 8 buts internationaux. Il a gagné la coupe d'Afrique des nations en 1990, en ayant été une des  révélations de cette coupe.
Il compte 22 sélections en équipe nationale entre 1986 et 1990.
Depuis 2013, il préside son club formateur RC Arbaâ, fraîchement promu en ligue 1 algérienne.    
- International algérien de 1986 à 1990 (22 sélections).
- Premier match le 23/8/1986 : Malaisie - Algérie (2-2).
- Dernier match le 17/12/1990 : Algérie - Sénégal (1-0).
- Nombre de matchs joués : 22 (plus 2 matchs d'application).
- Nombre de buts marqués : 5 (plus 3 but(s) en matchs d'application).
- Président du club du RC Arbaâ (2013-)[3].

## Palmarès

### En club
- Finaliste de la Coupe d'Algérie en 1988 avec le CR Belouizdad.

### En équipe Nationale d'Algérie
- Vainqueur de la CAN 1990 avec l'Algérie.
- Troisième aux Jeux panarabes 1985

- Vainqueur de la Coupe de l'independance d'Indonésie - Jakarta 1986

### Distinctions personnelles
- Membre de l'équipe type de la Coupe d'Afrique des nations : 1990

## Matchs internationaux du joueur avec l'EN A
| Date       | Lieu                | Compétition                       | Pays     | Score | Pays          | Marqué                                  |
| ---------- | ------------------- | --------------------------------- | -------- | ----- | ------------- | --------------------------------------- |
| 23-8-1986  | Malaisie            | Amical                            | Malaisie | 2 - 2 | Algérie       |                                         |
| 11-12-1986 | Mascara             | Amical                            | Algérie  | 2 - 1 | Côte d'Ivoire | But inscrit                             |
| 14-12-1986 | Alger               | Amical                            | Algérie  | 2 - 1 | Côte d'Ivoire | But inscrit                             |
| 11-1-1987  | Tunisie             | Qualification Jeux Africains 1987 | Tunisie  | 0 - 2 | Algérie       |                                         |
| 16-2-1987  | Koweït              | Amical                            | Koweït   | 2 - 0 | Algérie       |                                         |
| 8-3-1987   | France              | Amical                            | Algérie  | 1 - 1 | Belenenses FC |                                         |
| 27-3-1987  | Alger               | Qualification CAN 1988            | Algérie  | 1 - 0 | Tunisie       |                                         |
| 12-4-1987  | Tunisie             | Qualification CAN 1988            | Tunisie  | 1 - 1 | Algérie       |                                         |
| 15-12-1987 | Alger               | Qualification Coupe Arabe 1988    | Algérie  | 3 - 0 | Mauritanie    |                                         |
| 29-10-1988 | Mascara             | Amical                            | Algérie  | 1 - 1 | Angola        |                                         |
| 5-11-1988  | Tunisie             | Amical                            | Tunisie  | 1 - 0 | Algérie       |                                         |
| 13-11-1988 | Alger               | Amical                            | Algérie  | 7 - 0 | Mali          |                                         |
| 24-11-1988 | Émirats arabes unis | Amical                            | EAU      | 1 - 1 | Algérie       |                                         |
| 6-1-1989   | Annaba              | Qualification CM 1990             | Algérie  | 3 - 0 | Zimbabwe      |                                         |
| 1-11-1989  | Tunisie             | Amical                            | Tunisie  | 0 - 0 | Algérie       |                                         |
| 11-11-1989 | Italie              | Amical                            | Italie   | 1 - 0 | Algérie       |                                         |
| 17-11-1989 | Égypte              | Qualification CM 1990             | Égypte   | 1 - 0 | Algérie       |                                         |
| 14-1-1990  | France              | 4e Challenge de l'Amitié - Paris  | Algérie  | 3 - 1 | Union Douala  | But inscrit · But inscrit · But inscrit |
| 2-3-1990   | Alger               | CAN 1990                          | Algérie  | 5 - 1 | Nigeria       | But inscrit                             |
| 5-3-1990   | Alger               | CAN 1990                          | Algérie  | 3 - 0 | Côte d'Ivoire |                                         |
| 8-3-1990   | Alger               | CAN 1990                          | Algérie  | 2 - 0 | Égypte B      | But inscrit                             |
| 12-3-1990  | Alger               | CAN 1990                          | Algérie  | 2 - 1 | Sénégal       | But inscrit                             |
| 16-3-1990  | Alger               | CAN 1990                          | Algérie  | 1 - 0 | Nigeria       |                                         |
| 17-12-1990 | Constantine         | Amical                            | Algérie  | 1 - 0 | Sénégal       |                                         |